# Liste des spécialités régionales françaises de pains et de viennoiseries
 (août 2023).
Cet article présente une liste des spécialités régionales françaises de pain et de viennoiserie classées par région et département.

## Alsace
- Beignets de Carnaval (Fasenachtskiechle), Scharwe, Schenkele, aux pommes
- Bierbrot: pain à la bière
- Bretzel salé
- chinois (gâteau) (Schneckekueche)

- Christstollen : gâteau aux fruits confits de Noël

- Crémantaise: brioche au crémant d'Alsace recouvert de streusel

- Croix Cannelle : viennoiserie feuilletée à la cannelle

- Kouglof, kugelhopf, Kujelhopf

- Lammele

- Langhopf: brioche aux fruits secs, raisins secs et épices

- Mannele

- Mauricettes

- Melichwecke (Teeweckele): petits pains au lait

- Nejjohrbratschtall: brioche du Nouvel an en forme de grande bretzel
- Nejjohr Stollen: petites brioches aux raisins du Nouvel An
- Natte tressée (Zopf)
- Ogey: brioche de Noël du pays Welche aux fruits secs

- Osterbrot: brioche de Pâques
- Pain Graham
- Pain aux poires
- Pain aux pommes
- Pain d'épices d'Alsace, Leckerlis
- Rahmkuchen: Brioche recouverte de crème fraiche et sucre
- Ropfkueche : brioche recouverte d'une masse sucrée noix/amandes/noisettes
- Pumpernickel
- Streusel ou Streuselkueche
- Sübrot (Sülaiwela): petit pain fendu et cintré au milieu fariné
- Tabatière
- Zimmetkueche: Brioche recouverte de crème et sucre/cannelle

## Aquitaine
- Viennoiseries : chocolatine
- Soufflâme

### Gironde
- Couronne bordelaise

### Landes
- Méture
- Pastis landais

### Pyrénées-Atlantiques
- Tignolet

## Auvergne
- Pain auvergnat
- Pain chemin de fer ou maniodes
- Pain polka
- Tourte

### Allier
- Pompe aux grattons

### Cantal
- Cornet de Murat

## Bourgogne
- Pain boulot
- Pain cordon de Bourgogne
- Pain marchand de vin
- Pain saucisson

### Saône-et-Loire
- Pain Vivarais de Saône-et-Loire
- Corniotte de Louhans

## Bretagne
- Couronne moulée
- Mirod
- Pain chapeau
- Petit maigret
- Pain plié de Bretagne

### Côtes-d'Armor
- Monsic de Cornouailles
- Pain saumon

### Finistère
- Bara michen
- Bonimate
- Pain de Morlaix
- Monsic de Cornouailles

### Ille-et-Vilaine
- Pain rennais

### Morbihan
- Gochtial de la presqu'île de Rhuys (Saint-Armel)
- Monsic de Cornouailles
- Pain bateau

## Centre-Val de Loire

### Cher
- Pain fendu du Berry

### Indre
- Pain fendu du Berry

### Loir-et-Cher
- Pain fendu du Berry

### Loiret
- Pain fendu du Berry

## Champagne-Ardenne
- Pain boulot
- Pain cordon de Bourgogne
- Pain marchand de vin
- Pain saucisson

### Ardennes
- Brioche ardennaise
- Galette au sucre

## Corse
- Coupiette

## DOM-TOM

### Guadeloupe
- Bokit
- Dankit
- Kassav
- Pain au lait
- Pain natté
- Polka
- Pomme cannelle

### Guyane
- Pain ménage (pain parfumé à la feuille de bananier)
- Zakari (pain local)
- Pain au beurre
- Pain à deux têtes
- Pain natté

### Martinique
- Pain au beurre
- Pomme cannelle
- Pain massif
- Zakari
- Zakari aux pépites de chocolat

### La Réunion
- Macatia

### Nouvelle-Calédonie
- Pain marmite

## Franche-Comté

### Jura
- Couronne chapelet du Jura

### Territoire de Belfort
- Évalbertoise d'Évette-Salbert, créée en 2008 par le boulanger local[1], en hommage au nouveau gentilé de la commune.

## Île-de-France
- Baguette
- Pain pistolet d'Île-de-France

### Paris
- Baguette
- Benoîton
- Choine
- Empereur
- Pain artichaut
- Pain mirau

### Val-d'Oise
Brioche aux cerises confites

## Languedoc-Roussillon
- Viennoiseries : pain au chocolat
- Pain au vin rouge

### Aude
- Charleston
- Phœnix

### Gard
- Pain de Beaucaire

### Hérault
- Échaudé
- Pain à cornes
- Pain paillasse de Lodève ou pain rustique

### Lozère
- Pain scie de Lozère

### Pyrénées-Orientales
- Charleston
- Pain coiffé
- Phœnix
- Ravaille

## Limousin
- Pain de miche

### Corrèze
- Tourtou

### Haute-Vienne
- Pain tourné

## Lorraine

### Vosges
- Pain au lard

## Midi-Pyrénées
- Pain gascon
- Pain tordu du Midi-Pyrénées

### Aveyron
- Fouasse
- Pain crestou

### Gers
- Flambade
- Flambadelle ou flambelle
- Pain porte manteau du Gers
- Tordu

### Hautes-Pyrénées
- Quatre-banes

## Nord-Pas-de-Calais
- Boulot de 4 livres
- Faluche
- Flûte

### Nord
- Fouace

### Pas-de-Calais
- Calais (pâtisserie)

## Normandie
- Fallue ou pain marguerite
- Pain brié de Normandie
- Pain à soupe

### Calvados
- Manchette[2]

### Manche
- Gâche
- Garrot
- Pain de Cherbourg

### Seine-Maritime
- Pain brié de Normandie
- Pain à la broche

## Pays de la Loire

### Loire-Atlantique
- Tourton de la Brière

### Maine-et-Loire
- Fouée
- Miot

### Vendée
- Collier de mogettes
- Fouée du Poitou
- Pain collier du Poitou
- Pain cordé du Poitou
- Préfou

## Picardie
- Avocette, baguette picarde
- Pain picard
- Pain tabatière de Picardie

### Oise
- Pain régence de l'Oise

## Poitou-Charentes
- Fouée du Poitou
- Pain collier du Poitou
- Pain cordé du Poitou

### Deux-Sèvres
- Fouée du Poitou
- Pain collier du Poitou
- Pain cordé du Poitou
- Tourteau fromagé

### Vienne
- Fouée du Poitou
- Pain collier du Poitou
- Pain cordé du Poitou

## Provence-Alpes-Côte d'Azur
- Fougasse de Provence
- Pompe à l'huile

### Alpes-Maritimes
- Charleston niçois
- Main de Nice ou monte-dessus
- Michette

### Bouches-du-Rhône
- Pain d’Aix
- Tête d’Aix

### Hautes-Alpes
- Girade
- Pain bouilli de Villar-d'Arêne, pain noir à Ventelon et au Chazelet (hameaux de La Grave)

### Var
- Fougasse

### Vaucluse
- Gibassier

## Rhône-Alpes

### Ain
- Couronne du Bugey

### Ardèche

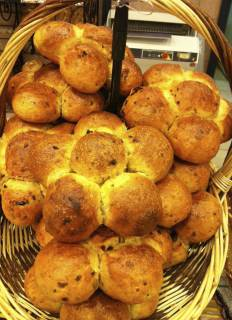
Pain marguerite.

- Pain Marguerite d'Ardèche

### Drôme
- Pogne
- Suisse (biscuit)

### Isère
- Brioche de Bourgoin
- Pogne

### Loire
- Râpée

### Rhône
- Couronne lyonnaise
- Rioute

### Savoie
- Pain bouilli
- Pain carré
- Pain vaudois de Savoie